# Diocesi di Siping
La diocesi di Siping (in latino: Dioecesis Sepimchiaevensis) è una sede della Chiesa cattolica in Cina suffraganea dell'arcidiocesi di Shenyang. La sede è vacante.

## Territorio
La diocesi comprende parte della provincia cinese di Jilin.
Sede vescovile è la città di Siping.

## Storia
La prefettura apostolica di Szepingkai fu eretta il 2 agosto 1929 con il breve Ex hac sublimi di papa Pio XI, ricavandone il territorio dal vicariati apostolici di Shenyang (oggi arcidiocesi) e Jehol (oggi diocesi di Jinzhou).
Il 26 marzo 1932 si ingrandì in forza del breve Vicarius apostolicus di papa Pio XI, acquisendo una porzione del territorio del vicariato apostolico di Jehol.
Il 1º giugno 1932 la prefettura apostolica fu elevata al rango di vicariato apostolico con il breve Litteris Apostolicis Nostris dello stesso papa Pio XI.
Il 18 maggio 1937 il vicariato apostolico ha ceduto una porzione del suo territorio a vantaggio dell'erezione della prefettura apostolica di Lintong.
L'11 aprile 1946 il vicariato apostolico è stato elevato a diocesi (Sipingjie o Siping) con la bolla Quotidie Nos di papa Pio XII.
Nel 1982 è stato nominato vescovo Andrea Han Jingtao, ordinato clandestinamente nel 1986.

## Cronotassi dei vescovi
Si omettono i periodi di sede vacante non superiori ai 2 anni o non storicamente accertati.
- Louis Lapierre, P.M.E. † (19 febbraio 1930 - 1º dicembre 1952 deceduto)
  - Paul Tch'ang † (2 aprile 1954 - 2004 deceduto) (amministratore apostolico)
  - Sede vacante
  - Andrew Han Jing-tao † (1982 - 30 dicembre 2020 deceduto)